# Юнгерманія карликова
{{#ifeq:0|0|{{#if:Jungermannia pumila|{{#if:|[[]}}|[[]]}}}}
Юнгерманія карликова (Jungermannia pumila) — вид печіночників порядку юнгерманіальних (Jungermanniales).

## Поширення
Батьківщиною є Європа, Макаронезія, Азія, Північна Америка.